# ماشین گرمایی
در ترمودینامیک موتور گرمایی یا ماشین گرمایی به ماشینی گفته می‌شود که انرژی گرمایی را با استفاده از اختلاف دمای بین یک منبع گرما با دیگر دمای پایین‌تر به کار مکانیکی تبدیل می‌نماید.

## تاریخچه
موتورهای حرارتی از عهد عتیق شناخته شده هستند اما تنها پس از انقلاب صنعتی در قرن هجدهم به دستگاه‌های مفید و کاربردی تبدیل شدند. آن‌ها به رشد و گسترش خود تا امروز ادامه داده‌اند. نیکولا سعدی کارنو، دانشمند فرانسوی، در سال ۱۸۲۵ میلادی فرمولی را ارائه داد که بر پایهٔ آن بیشترین بازده حاصله را می‌توان محاسبه کرد. 

## انواع
ماشین‌های گرمایی شامل سه دسته‌اند: ماشین‌های برون‌سوز، ماشین‌های درون‌سوز و جتها.

## طرز کار
گرما از مسیر موتور گرمایی از منبع دما بالا به چاه دما پایین منتقل می‌شود در حین این انتقال مقداری از انرژی گرمایی به کار تبدیل می‌شود.
اصول کلی کار این ماشین‌ها بر پایهٔ تشدید حرکت مولکول‌ها در پی گرمایش است.

بسیاری از موتورهای گرمایی بر مبنای چرخه‌های رفت و برگشتی کار می‌کنند که در آن‌ها یک قطعه متحرک پیستون در محفظه بسته سیلندر حرکت رفت و برگشتی دارد. عامل این حرکت گاز است که یا در داخل خود سیلندر گرم می‌شود یا خارج از محفظه سیلندر گرم شده و پس از گرم شدن به داخل سیلندر فرستاده می‌شود. انبساط این گاز داغ موجب حرکت پیستون می‌شود. انرژی این حرکت به وسیلهٔ مولکول‌های پرانرژی گاز داغ تأمین می‌شود. پس از انبساط گاز که فشار آن پایین آمده گاز دوباره خنک کاری می‌شود. پس از آن فشار سیل عامل افزایش یافت و از منبع گرما می‌گیرد و به چرخه ادامه می‌دهد.حرکات رفت و برگشتی در بسیاری از کاربردها توسط میل لنگ به حرکات چرخشی تبدیل می‌گردد. لازم است ذکر شود برخی از موتورهای گرمایی مانند توربین گاز و بخار بر مبنای سیکل رفت و برگشتی کار نمی‌کنند و تبادل گرما و کار در داخل توربین انجام  می‌شود.
همهٔ گرما در این دستگاه‌ها نمی‌تواند تبدیل به کار بشود و بنابراین بازده انرژی در آن‌ها همیشه کم‌تر از ۱۰۰

## نگاه کلی

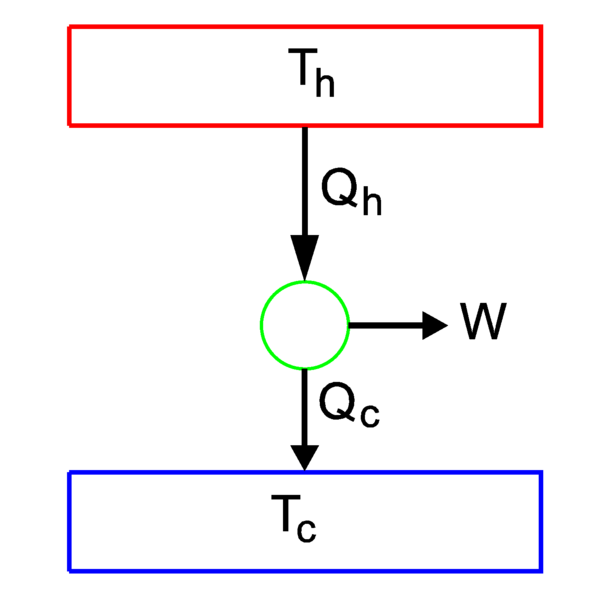
مرتبط

در ترمودینامیک، موتورهای گرمایی اغلب با استفاده از مدل مهندسی استاندارد همچون چرخه‌ای اُتوو مدلسازی می‌شوند. مدل تئوری می‌تواند اصلاح و تقویت شود از طریق داده‌های واقعی از یک موتور عملیاتی و در حال کار، با استفاده از ابزارهایی همچون یک دیاگرام مشخص‌کننده. از آنجاییکه کاربردهای واقعی بسیار کمی از موتورهای گرمایی با چرخه‌های ترمودینامیکی آن‌ها مطابقت دارد، می‌توان گفت که یک چرخة ترمودینامیکی یک نمونه ایده‌آل از موتور مکانیکی است. در هر مورد، درک کامل از یک موتور و بازدة آن، نیازمند دستیابی به درک مناسب (احتمالاً ساده‌سازی شده یا ایده‌آل شده) از مدل تئوری، نکات دقیق و ظریف عملی یک ماشین مکانیکی واقعی و تفاوت‌ها و میان آن دو است.
به صورت کلی، تفاوت بیشتر در دما بین منبع گرم و چاه سرد، پتانسیل بازدة گرمایی بیشتر در چرخه را نتیجه می‌دهد. بر روی زمین، سمت سرد هر موتور حرارتی محدود به نزدیک بودن به دمای محیط اطراف است نه کمتر از دمای ۳۰۰ کلوین، بنابراین بیشتر تلاش‌ها برای بهبود بازده‌های ترمودینامیکی موتورهای گرمایی مختلف بر روی افزایش دمای منبع، همراه با محدوده‌های مواد، متمرکز شده‌است. بیشترین بازدة تئوری یک موتور گرمایی (بدون هیچ موتوری که به آن متصل شود) برابر با اختلاف دمای بین انتهاهای گرم و سرد تقسیم بر دما در انتهای گرم است، تمامی دماهای بیان شده، دمای مطلق یا کلوین می‌باشند.
موتورهای گرمایی پیشنهاد شده یا استفاده شده، امروزه دارای گستره وسیعی می‌باشند.
درصد اتلاف حرارتی با استفاده از گرمای با کیفیت پایین برای توان اقیانوس OTEC
درصد برای اکثر موتورهای بنزینی اتومبیل‌ها
درصد برای یک جایگاه توان فوق بحرانی با سوخت فسیلی است همچون جایگاه توان Avedore
درصد برای توربین گازی سیکل بخار – سرد شده
تمامی این فرایندها به بازده خودشان (یا افت وابسته به آن) از افت دماهای مربوط به آن‌ها می‌رسیدند. انرژی قابل توجهی باید برای تجهیزات جانبی، همچون پمپ‌ها، که به‌طور مؤثری کاهنده بازده می‌باشند، مورد استفاده قرار گیرد.

## توان
موتورهای گرمایی می‌توانند از طریق توان ویژهٔ آن‌ها مشخص شوند که بر حسب کیلووات بر لیتر جابجایی موتور (در آمریکا نیز بر حسب اسب بخار بر اینچ مکعب است) داده می‌شود. نتیجه یک تقریب از بیشترین توان خروجی یک موتور را پیشنهاد می‌دهد. این امر نباید با بازدة سوخت اشتباه گرفته شود، چرا که بازدة زیاد اغلب نیازمند یک نسبت سوخت – هوای رقیق است و بنابراین دانسیته توان کمتر یک موتور ماشین مدرن با عملکرد زیاد تولید کننده توانی به اندازه 75 KW/L (1.6 Shp/in3) می‌باشد.

## مثالهای روزمره
مثالهای از موتورهای گرمایی امروزه شامل یک موتور بخار (برای مثال در قطارها) موتور دیزل، موتور بنزینی در یک اتومبیل است. یک اسباب بازی متداول که یک موتور گرمایی است drinking bird می‌باشد. همچنین موتور استرینگ نیز یک موتور گرمایی است. تمامی این موتورهای گرمایی معروف، از طریق انفجار و اشتعال گازهای حرارت داده شده نیرو می‌گیرند. محیط‌های کلی اطراف چاه‌های حرارتی هستند که نسبتاً گازهای سرد فراهم می‌کنند که به هنگامی که حرارت داده شدند، به سرعت منبسط می‌شوند تا حرکت مکانیکی موتور را فراهم کنند.

## مثالهایی از موتورهای گرمایی
ذکر این نکته ضروری است که اگرچه برخی سیکل‌ها دارای یک مکان انفجار (داخلی یا خارجی) هستند، آن‌ها اغلب می‌توانند با یکدیگر کار کنند. برای مثال، جان اریکسون، یک موتور حرارت یافته خارجی را که می‌تواند بر روی یک چرخة بسیار شبیه به سیکل دیزل اجرا شود را توسعه داده است. علاوه بر این، موتورهای حرارت یافته به صورت خارجی می‌توانند همراه با سیکل‌های باز یا بسته کار کنند.
موتور حرارتی زمین
اتمسفر زمین و هیدروسفر – موتور حرارتی زمین – فرایندهای دوگانه‌ای هستند که به‌طور یکسان حتی خارج از بی تعادلی‌های گرمایی خورشید از طریق تبخیر سطح آب، تبدیل، بارش باران، بادها و چرخة اقیانوس وجود دارند، هنگامی که گرما را در اطراف جهان توزیع می‌کنند.
سیستم Hadley یک مثال از موتور حرارتی را فراهم می‌کند. چرخة Hadley با افزایش گرما و رطوبت هوا در نواحی استوایی همراه با کاهش هوای سردتر در نواحی استوایی مطابق با یک چرخة مستقیم با نیرو محرکه گرمایی است، و در نتیجه تولید خالص انرژی جنبشی.

## چرخه‌های تغییر فاز
در این سیکل‌ها و موتورها، سیالهای فرایندی، گازها و مایعات می‌باشند. موتور سیال فرایندی را از گاز به مایع، مایع به گاز یا هر دو تبدیل می‌کند و از انبساط یا تراکم سیال، کار تولید می‌کند.
چرخة رنکین (موتور بخار قدیمی)
چرخة تولید مجدد (موتور بخار مؤثرتر از چرخة رنکین)
چرخة رنکین آلی (تغییر فاز مبرد در محدوده‌های دمای یخ و آب مایع داغ)
چرخة بخار به مایع (Driulaing bird، تزریق‌کننده، Minto wheel)
چرخة مایع به جامد (Frost heaving، تغییر فاز آب از یخ به مایع و برگشت مجدد آن می‌تواند تا cm60 صخره یخی ایجاد کند).
چرخه جامد به مایع (یخ خشک کانُن – یخ خشک به گاز تبدیل می‌شود).

## تاریخچه
موتورهای حرارتی از عهد عتیق شناخته شده هستند اما تنها پس از انقلاب صنعتی در قرن هجدهم به دستگاه‌های مفید و کاربردی تبدیل شدند. آن‌ها به رشد و گسترش خود تا امروز ادامه داده‌اند.

## توسعه موتورهای گرمایی
مهندسان سیکل‌های موتور حرارتی مختلف را مطالعه نموده‌اند در تلاش برای بهبود کار قابل استفاده‌ای که استخراج می‌شود در مقابل توان ورودی داده شده به آنها. سیکل کارنوت نمی‌تواند به سیکل بر پایة گازی دست یابد، اما مهندسان بر روی دو روش برای از بین بردن این محدودیت‌ها کار کرده‌اند، یک روش دستیابی به بازدة بالاتر بدون زیر پا گذاشتن هر نوع قانونی است.
۱. افزایش اختلاف دمای موتور حرارتی. ساده‌ترین روش برای انجام این امر، افزایش دمای سمت گرم است که روشی است که در توربین‌های گازی سیکل ترکیبی مدرن مورد استفاده قرار می‌گیرد. متأسفانه، محدودیت‌های فیزیکی (همچون نقطة ذوب شدن فلزات مورد استفاده در ساخت موتور) و نگرانی‌های زیست‌محیطی در ارتباط با تولید Nox بیشترین دمای قابل کاربرد در موتورهای حرارتی را محدود می‌نماید.
بیشترین دمای قابل کاربرد در موتورهای حرارتی را محدود می‌نماید.
توربین‌های گازی مدرن در بیشترین دمای ممکن در محدودة دماهای ضروری برای حفظ میزان قابل قبول Nox خروجی کار می‌کنند.
روش دیگر افزایش بازده، کم کردن دمای خروجی است. یک روش جدیدی برای انجام این عمل، استفاده از سیالات فرایندی مخلوط شده به لحاظ شیمیایی و سپس استفاده از تغییر رفتار مخلوط هاست. یکی از معروف‌ترین آن‌ها سیکل Kalina می‌باشد که از یک مخلوط ۷۰/۳۰ آمونیاک و آب به عنوان سیال فرایندی خود استفاده نموده‌است.
این مخلوط، اجازة تولید توان مفید در دماهای در نظر گرفته شده کمتر از دیگر فرایندها را می‌دهد.
۲. استفاده از خواص فیزیکی سیالات فرایندی می‌باشد. متداول‌ترین مثال استفاده از آب در دمای بحرانی است که بخار فوق بحرانی نامیده می‌شود.
رفتار سیالات بالای نقطة بحرانی به صورت رادیکالی تغییر می‌نماید، و با موادی همچون آب و دی‌اکسید کربن، استفاده از تغییراتی در رفتار برای استخراج بازدة ترمودینامیکی بیشتر در موتور حرارتی امکان‌پذیر است، حتی اگر آن سیستم از یک چرخة نسبتاً مرسوم برایتون و رنکین استفاده نماید.
یک مادة جدیدتر و امیدوارکننده تر برای چنین کاربردهایی Co2، So2 و زنون می‌باشد که برای برخی کاربردها در نظر گرفته شده‌اند، اگرچه So2 کمی سمی تر از بقیه مواد است.
۳. استفاده از خواص شیمیایی سیال فرایندی است. یک روش جدید و نسبتاً تازه استفاده از سیالات فرایندی نامتعارف می‌باشد که دارای مزیت‌های خواص شیمیایی مناسب می‌باشند. یکی از آنها، دی‌اکسید نیتروزن (No2) است که یک جزء سمی در بخارات شیمیایی است، که دارای یک دی مر طبیعی مانند دی نیتروژن تترواکسید (N2O4) می‌باشد.
در دمای پایین، N2O4 متراکم شده‌است و سپس حرارت داده می‌شود. افزایش دما منجر به شکست N2O4 به دو مولکول No2 می‌گردد.
این سیالات فرایندی با جرم مولکولی کمتر می‌باشند که به شدت بازدة سیکل را افزایش می‌دهد. ابتدا No2 از طریق توربین منبسط می‌شود، سپس توسط چاه حرارتی خنک شده که باعث می‌شود مجدداً به شکل N2O4 تبدیل شود. سپس این ماده از طریق کمپرسور مجدداً به توربین داده می‌شود. چنین موادی همچون آلومینیوم برومید (Al2Br6)، Nocl و Ga2I6 برای چنین کاربردهایی بررسی شده‌اند. تا به امروز، نقایص آن‌ها اجازة استفاده از آن‌ها را نداده‌اند، علی‌رغم بازده‌ای که می‌تواند حاصل شود و قابل قبول باشد.
هر فرایند به صورت زیر است:
هم دما (در دمای ثابت، با حرارت اضافه شده نگه داشته می‌شود یا از چشمه یا چاه حذف می‌شود)
هم فشار (در فشار ثابت)
آریاباتیک (هیچ حرارتی اضافه نشده یا از سیستم حذف نشده در طول فرایند آریاباتیک) ایزوانتروپیک (فرایند برگشت‌پذیر آریاباتیک، هیچ حرارتی گرفته یا داده نمی‌شود در طول فرایند ایزوانتروپیک).

## نمونه‌ها
- ماشین بخار
- موتور استرلینگ
- موتور بنزینی
- موتور دیزلی
- توربین گازی
- پرنده نوشنده